# Giddings
Giddings è un centro abitato degli Stati Uniti d'America situato nella contea di Lee (di cui è capoluogo) dello Stato del Texas.
La popolazione era di 4.881 persone al censimento del 2010.

## Geografia fisica
Giddings è situata a 30°10′59″N 96°56′05″W (30.183116, -96.934614), 89 km a est di Austin.
Secondo lo United States Census Bureau, ha un'area totale di 5,2 miglia quadrate (13 km²), di cui 0,04 miglia quadrate (0,10 km², 0.58%) d'acqua.

## Società

### Evoluzione demografica
Secondo il censimento del 2000, c'erano 5.105 persone, 1.639 nuclei familiari e 1.125 famiglie residenti nella città. La densità di popolazione era di 991,9 persone per miglio quadrato (382,7/km²). C'erano 1.852 unità abitative a una densità media di 359,9 per miglio quadrato (138,8/km²). La composizione etnica della città era formata dal 65,99% di bianchi, il 13,26% di afroamericani, lo 0,51% di nativi americani, lo 0,57% di asiatici, il 16,47% di altre razze, e il 3,19% di due o più etnie. Ispanici o latinos di qualunque razza erano il 34,73% della popolazione.
C'erano 1.639 nuclei familiari di cui il 38,1% aveva figli di età inferiore ai 18 anni, il 52,8% aveva coppie sposate conviventi, l'11,4% aveva un capofamiglia femmina senza marito, e il 31,3% erano non-famiglie. Il 27,6% di tutti i nuclei familiari erano individuali e il 13,5% aveva componenti con un'età di 65 anni o più che vivevano da soli. Il numero di componenti medio di un nucleo familiare era di 2,74 e quello di una famiglia era di 3,39.
La popolazione era composta dal 31,3% di persone sotto i 18 anni, il 13,5% di persone dai 18 ai 24 anni, il 24,7% di persone dai 25 ai 44 anni, il 15,7% di persone dai 45 ai 64 anni, e il 14,9% di persone di 65 anni o più. L'età media era di 29 anni. Per ogni 100 femmine c'erano 108,4 maschi. Per ogni 100 femmine dai 18 anni in giù, c'erano 98,7 maschi.
Il reddito medio di un nucleo familiare era di 31.046 dollari e quello di una famiglia era di 37.115 dollari. I maschi avevano un reddito medio di 27.370 dollari contro i 21.706 dollari delle femmine. Il reddito pro capite era di 14.768 dollari. Circa il 13,8% delle famiglie e il 15,3% della popolazione erano sotto la soglia di povertà, incluso il 20,5% di persone sotto i 18 anni e il 12,0% di persone di 65 anni o più.